# Alex Cano
Alex Alberto Cano Ardila (Yarumal, 13 maart 1983) is een Colombiaans wielrenner die anno 2018 rijdt voor Coldeportes Zenú Sello Rojo. Hij is een jongere neef van Mauricio Ardila, die vijf seizoenen voor Rabobank reed.

## Overwinningen
2006
9e etappe Girobio
2007
3e en 6e etappe Ronde van de Aostavallei
Eindklassement Ronde van de Aostavallei
2008
6e etappe Clásico RCN
2012
4e en 7e etappe Ronde van Mexico
Bergklassement Ronde van Mexico
Combinatieklassement Clásico RCN
2014
3e en 4e etappe Ronde van Guatemala
Eindklassement Ronde van Guatemala
2017
5e en 8e etappe Ronde van Colombia

## Resultaten in voornaamste wedstrijden
| Jaar | Ronde van Italië | Ronde van Frankrijk | Ronde van Spanje |
| ---- | ---------------- | ------------------- | ---------------- |
| 2015 |                  |                     | 53e              |

| Jaar | Ronde van Lombardije |  | WK op de weg |
| ---- | -------------------- |  | ------------ |
| 2015 | opgave               |  | opgave       |

## Ploegen
- 2009 –  Colombia es Pasion-Coldeportes
- 2010 –  Café de Colombia-Colombia es Pasión
- 2011 –  Colombia es Pasión-Café de Colombia
- 2012 –  Gobernación de Antioquia-Indeportes Antioquia
- 2015 –  Colombia
- 2017 –  Equipo do Ciclismo Coldeportes Zenú
- 2018 –  Coldeportes Zenú Sello Rojo

Ávila · Cano · Castiblanco · Díaz · Duarte · Duque · Martínez · Molano · Pantoja · Paredes · Pedraza · Quintero · B.Ramírez · C.Ramírez · Rubiano · Sarmiento · Torres · Valencia · Barón (stagiair)
Alba · Camacho · Camargo · Cano · Colón · Chaves · Jaramillo · Largo · Laverde · Martínez · Mesa · Muñoz · Ospina · Rubiano